# ماسدونیا (اوهایو)
ماسدونیا(به انگلیسی: Macedonia) شهری در ایالت اوهایو کشور ایالات متحده آمریکا است که جمعیت آن در سرشماری سال ۲۰۱۰ میلادی، ۱۱٬۱۸۸ نفر بوده‌است.